# Mothocya rosea
Mothocya rosea är en kräftdjursart som beskrevs av Bruce1986. Mothocya rosea ingår i släktet Mothocya och familjen Cymothoidae. Inga underarter finns listade i Catalogue of Life.